# Тарговисько (Малопольське воєводство)
Тарговисько (пол. Targowisko) — село в Польщі, у гміні Клай Велицького повіту Малопольського воєводства.
Населення — 1787 осіб (2011).

## Демографія
Демографічна структура станом на 31 березня 2011 року:
|          | Загалом | Допрацездатний вік | Працездатний вік | Постпрацездатний вік |
| -------- | ------- | ------------------ | ---------------- | -------------------- |
| Чоловіки | 874     | 189                | 595              | 90                   |
| Жінки    | 913     | 189                | 540              | 184                  |
| Разом    | 1787    | 378                | 1135             | 274                  |